# Rhopalizida camerunica
Rhopalizida camerunica är en skalbaggsart som beskrevs av Schmidt 1922. Rhopalizida camerunica ingår i släktet Rhopalizida och familjen långhorningar. Inga underarter finns listade i Catalogue of Life.